# Digitaria griffithii
Digitaria griffithii là một loài thực vật có hoa trong họ Hòa thảo. Loài này được (Hook.f.) Henrard mô tả khoa học đầu tiên năm 1934.